# Paulo Ramos (Maranhão)
Paulo Ramos – miasto i gmina w Brazylii, w Regionie Północno-Wschodnim, w stanie Maranhão.  
Ma powierzchnię 1053,41 km². Według danych ze spisu ludności w 2010 roku gmina liczyła 20 079 mieszkańców, a gęstość zaludnienia wynosiła 19,06 osób/km². Dane szacunkowe z 2019 roku podają liczbę 21 040 mieszkańców. 
W 2017 roku produkt krajowy brutto per capita wyniósł 7075,18 reali brazylijskich.
Gminę utworzono w 1970 roku na podstawie uchwały z 1968 roku, wcześniej tereny te administracyjnie były przynależne do gminy Lago da Pedra.